# José de Grimaldo
José de Grimaldo y Gutiérrez de Solórzano (Madrid, 4 de julio de 1660-Ibidem, 3 de julio de 1733), i marqués de Grimaldo, fue un estadista español, caballero de las órdenes del Toisón de Oro y de Santiago, así como ministro del rey Felipe V de España durante gran parte de su reinado.

## Biografía
Nacido en Madrid el 4 de julio de 1660 en una familia de burócratas de origen vizcaíno, era hijo de José Martínez de Grimaldo y María Gutiérrez de Solórzano, aunque en su ascenso social perdió el apellido Martínez de su padre. Tanto este como su abuelo habían sido oficiales en la Secretaría del Consejo de Indias y en ella empezó a trabajar también él mismo, con apenas catorce años. En 1683 era ya oficial en propiedad y fue admitido como caballero en la Orden de Santiago, ascendiendo paralelamente en grados administrativos y en honores. Desde julio de 1697, fue secretario del rey Carlos II.
Pero su salto definitivo se produjo con la nueva dinastía Borbón inaugurada con Felipe V y, en especial, desde la llegada a España de Jean Orry, de quien llegó a ser secretario. En 1705, y después de años de experiencia en el manejo de papeles, fue nombrado para desempeñar la Secretaría del Despacho de Guerra y Hacienda, y en ella se mantuvo hasta 1714 en que pasó al Despacho de Estado, que abandonó en 1724 para seguir al rey en su retiro en San Ildefonso. Aunque alejado de la corte, siguió gobernando en la sombra y, tras la muerte de Luis I, volvió a ocupar la Secretaría de Estado. Brevemente dejado en segundo lugar por la influencia de Juan Guillermo Ripperdá, en mayo de 1726 recuperó su influencia y posición, aunque apenas duró unos meses, pues en octubre fue reemplazado por Juan Bautista de Orendáin. 
Murió en 1733, siendo consejero de Estado, ennoblecido con el título de marqués y como caballero de la Orden del Toisón de Oro. 
Grimaldo era, según sus contemporáneos, un hombre inteligente y trabajador y fue capaz de dar un aire nuevo a la administración de los asuntos que le eran confiados. Tenía fama de rectitud y de profesar un singular amor al Rey, que demostró en más de una ocasión. Bien fuera por su personalidad o por la importancia de los asuntos que pasaban por sus manos, su trato con Felipe V fue directo y frecuente, gozando durante toda su vida de su estima, lo que explica que permaneciera en su puesto en la etapa de Alberoni y ejerciera una especie de gobierno en la sombra durante el reinado de Luis I. También gozó del reconocimiento de sus contemporáneos que, le apreciaran o no, reconocían su influencia, destacándose como uno de sus principales rasgos el que, «por sus méritos ha subido desde empleado hasta secretario de Estado en asuntos exteriores, como único y verdadero ministro».

## Matrimonio y descendencia
El 25 de febrero de 1708 se casó en la Iglesia de los Santos Justo y Pastor de Madrid con Francisca García Caballero Hermosa Espejo (Alhama de Murcia, 1684-Madrid, 4 de marzo de 1766). Francisca era hija de Sebastián García Caballero, pagador de la Real Fábrica y Mina de los Azogues de Almadén, y de Lucía Sánchez de Espejo y Zisneros.
De este matrimonio nacieron dos hijos:
- Bernardo María José Benito de Grimaldo y García Caballero (1713-1794), ii marqués de Grimaldo.
- Pedro Cayetano de Grimaldo y García Caballero.